# Pendang
Pendang is een district in de Maleisische deelstaat Kedah.
Het district telt 95.000 inwoners op een oppervlakte van 630 km².